# Adelaide Cemetery
Adelaide Cemetery is een Britse militaire begraafplaats met gesneuvelden uit de Eerste Wereldoorlog, gelegen in de Franse gemeente Villers-Bretonneux (departement Somme). De begraafplaats ligt aan de Rue d'Amiens op 1,4 km van het gemeentehuis. Ze werd ontworpen door Edwin Lutyens. Het terrein ligt hoger dan het straatniveau en heeft de vorm van een parallellogram met een oppervlakte van 3.662 m² en is omgeven door een haag. Vanaf de naamsteen aan de straatkant loopt een licht hellend pad van 45 m naar de eigenlijke begraafplaats. De toegang bestaat uit twee witte stenen zuilen met er tussen een dubbel metalen hek. Het Cross of Sacrifice staat vooraan tegen de westelijke rand en de Stone of Remembrance staat er recht tegenover op een verhoogd terras. In de noordwestelijke hoek staat een schuilhuisje onder een zadeldak en met een rondboog deuropening. De begraafplaats wordt onderhouden door de Commonwealth War Graves Commission.
Er worden 960 slachtoffers herdacht waaronder 265 niet geïdentificeerde.

## Geschiedenis
Villers-Bretonneux werd bekend door het inzetten van tanks door de geallieerden in april 1918 waardoor de Duitse opmars naar Amiens werd gestopt. De gemeente werd op 23 april bereikt en de volgende dag veroverd door de 4th en 5th Australian Divisions, met eenheden van de 8th en 18th Divisions. Op 8 augustus 1918 namen de 2nd en 5th Australian Divisions aan de oostelijke rand van de gemeente deel aan de gevechten van de Slag bij Amiens. De begraafplaats werd in juni 1918 gestart en gebruikt door de 2nd en 3rd Australian Divisions. Ze bleef in gebruik tot halverwege augustus en toen bevatte het 90 graven. Na de wapenstilstand werden een groot aantal graven overgebracht vanuit geïsoleerde plaatsen en kleine begraafplaatsen rondom de gemeente. Deze waren: Cachy British Cemetery en White Chateau Cemetery in Cachy en Chalk Lane Cemetery en Embankment Cemetery in Villers-Brettonneux. 
Onder geïdentificeerde slachtoffers bevinden zich 276 Britten, 408 Australiërs en 19 Canadezen. Vier doden worden met Special Memorials herdacht omdat hun graven niet meer gelokaliseerd konden worden en men neemt aan dat ze onder naamloze grafzerken liggen.
Op 2 november 1993, werd na een verzoek van de Australische regering een onbekende Australische soldaat opgegraven en naar het Australian War Memorial in Canberra overgebracht. Op de plaats van zijn voormalig graf staat een gedenksteen met de volgende tekst: The remains of an unknown Australian soldier lay in this grave for 75 years, on 2nd november 1993 they were exhumed and now rest in the tomb of the Unknown Australian Soldier at the Australian War Memorial in Canberra.

## Graven

### Onderscheiden militairen
- Stephen Gray Latham, luitenant-kolonel bij het Northamptonshire Regiment werd onderscheiden met de Distinguished Service Order en tweemaal met het Military Cross (DSO, MC and Bar).
- de luitenants Arthur Leslie Rush en Hugh Gordon Garland, de onderluitenant F. Lethbridge, compagnie sergeant-majoor Rowland Harris Dennis, sergeant William Jennings, de korporaals Robert Reginald Chapman, John Cooper, William Hamley Healey en William Overend Wilson werden onderscheiden met de Distinguished Conduct Medal (DCM). Compagnie sergeant-majoor Phillip Bonhote ontving ook nog de Military Medal (DCM, MM).
- kapitein Frank Smith en de luitenants Ronald Grahame Henderson en Ronald Stanley Hobbs, alle drie bij de Australian Infantry, de kapiteins D.G.St.C. Roberts en Noel Herbert Stone, beiden van het Worcestershire Regiment en luitenant Raymond Albert Johnson van de Sherwood Foresters (Notts and Derby Regiment) werden onderscheiden met het Military Cross (MC).
- Frank Herbert Hancock kapitein bij de Australian Infantry werd onderscheiden met de Meritorious Service Medal (MSM).
- nog 25 militairen ontvingen de Military Medal (MM). Onderluitenant Ralph Eugene Byrne, sergeant Alex John McKinnon en soldaat H. Smith ontvingen deze onderscheiding tweemaal (MM and Bar).

### Minderjarige militairen
- de soldaten John Corfian en George Harrison dienden bij de Australian Infantry, A.I.F. en waren 17 jaar toen ze sneuvelden.

### Aliassen
- volgende militairen dienden onder een alias bij de Australian Infantry, A.I.F.:
- de sergeanten Harry Firth als Harry Keen en Francis J. Sherry als Francis Curran.
- de soldaten Morgan A. John Fay als George Barry, Alexander L. Elder als Alexander Croydon, Raymond Elson als J. Turner, John Corfian als Frank Smith en Richard White als Patrick Gaskin.

- korporaal Jeremiah McCarthy diende onder het alias J. Hogan bij de Royal Field Artillery.